# 地下鉄81-760/761形電車
81-760/761形は、ロシア連邦のメトロワゴンマッシュとトヴェリ車両工場が製造を手掛けた地下鉄用電車。オカ川にちなんだオカ（ロシア語: Ока）という愛称が付けられており、モスクワ地下鉄とバクー地下鉄に導入されている。
この項目では、十月電車修理工場が製造した同型車両である81-780/781形についても解説する。

## 概要
2002年以降、モスクワ地下鉄では路線延長による車両増や旧型車両の置き換えのため81-740/741形（Русич）の導入が行われていた。だが、この形式は建築限界が小さくカーブも急なライトメトロ用に開発されていた車両の設計を基にしていたため、2車体連接車を連結して編成を組む事、扉の位置が異なる事など他の形式と仕様が大きく異なっており、従来の車両と同じ規格を有する新型車両が求められていた。それに基づき開発・製造が行わたのが81-760/671形である。
編成は片側に運転台が設置されている電動制御車の81-760形、運転台がない電動車の81-761形で構成され、81-760A/761A/763A形や81-760B/761B/763B形や主電動機が設置されていない付随車の81-763形が連結される。車体は片側4扉のステンレス製で、前面はモスクワ地下鉄向けの車両は片側に非常扉がある左右非対称のデザイン、バクー地下鉄は非常扉が設置されていない左右対称のデザインで構成されており、モスクワ地下鉄向けの初期車両の前照灯・尾灯にはハロゲンライトを、後期車両およびバクー地下鉄向け車両にはLED照明を用いる。車内の座席配置は全席ロングシートで、電動制御車には車椅子利用者用の座席が1箇所設置されている。また、冷房・暖房機能を完備した空調装置が各車両の屋根上に2基搭載されている。
台車は空気ばねを用い、電動制御車や電動車の台車にはドイツ・クノールブレムゼ製の摩擦ブレーキ装置が設置されているが、顧客からの要望に応じてディスクブレーキに変更する事も可能である。電動制御車や中間電動車の台車には集電靴が搭載される。制御方式には可変電圧可変周波数制御（VVVFインバータ制御）が用いられ、モスクワ地下鉄向けの車両の主電動機はロシア国内で生産されたDTA-170形もしくはDATM-2 U2形誘導発電機が使用される。これらの機器や車体の状態はマイクロプロセッサ制御により管理され、診断結果を始めとする情報は運転台にあるディスプレイに表示される。

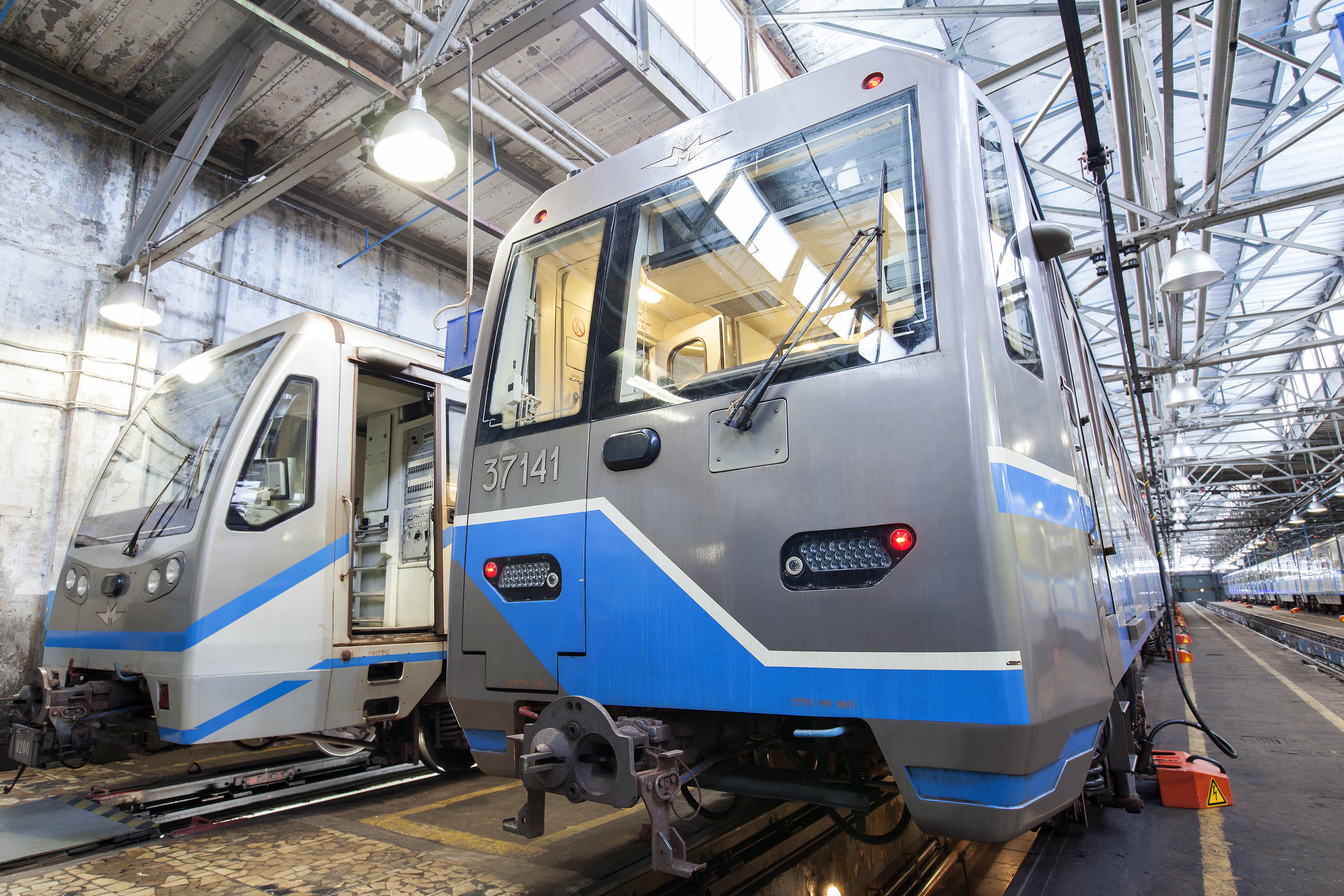
81-740/741形（左）と並ぶ81-760/761形（右）
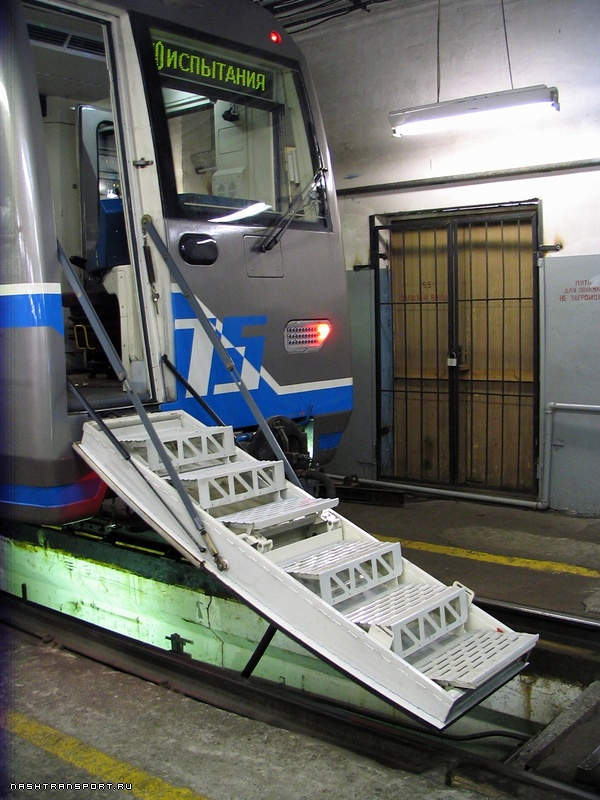
非常扉展開時（81-760形）
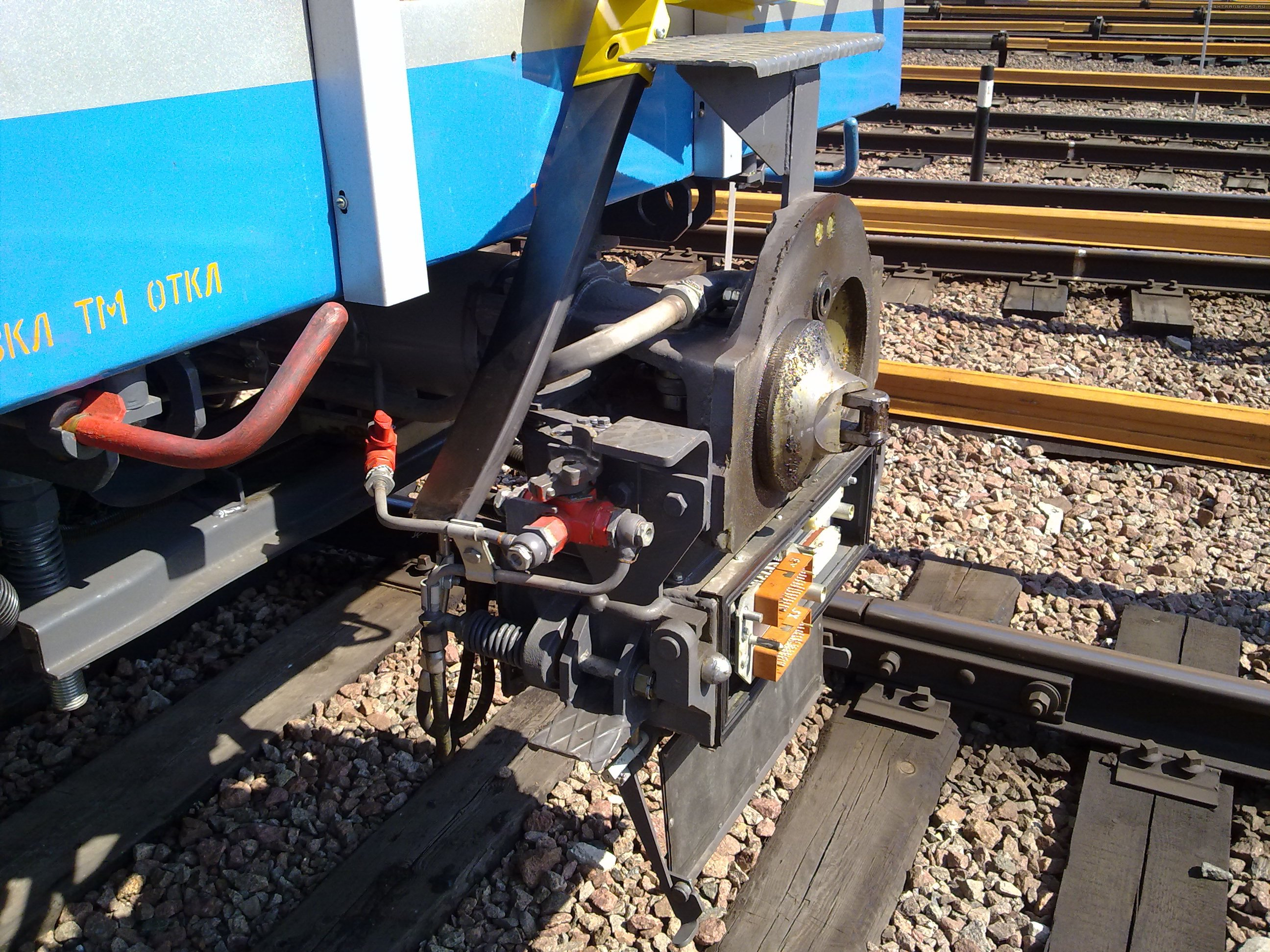
連結器
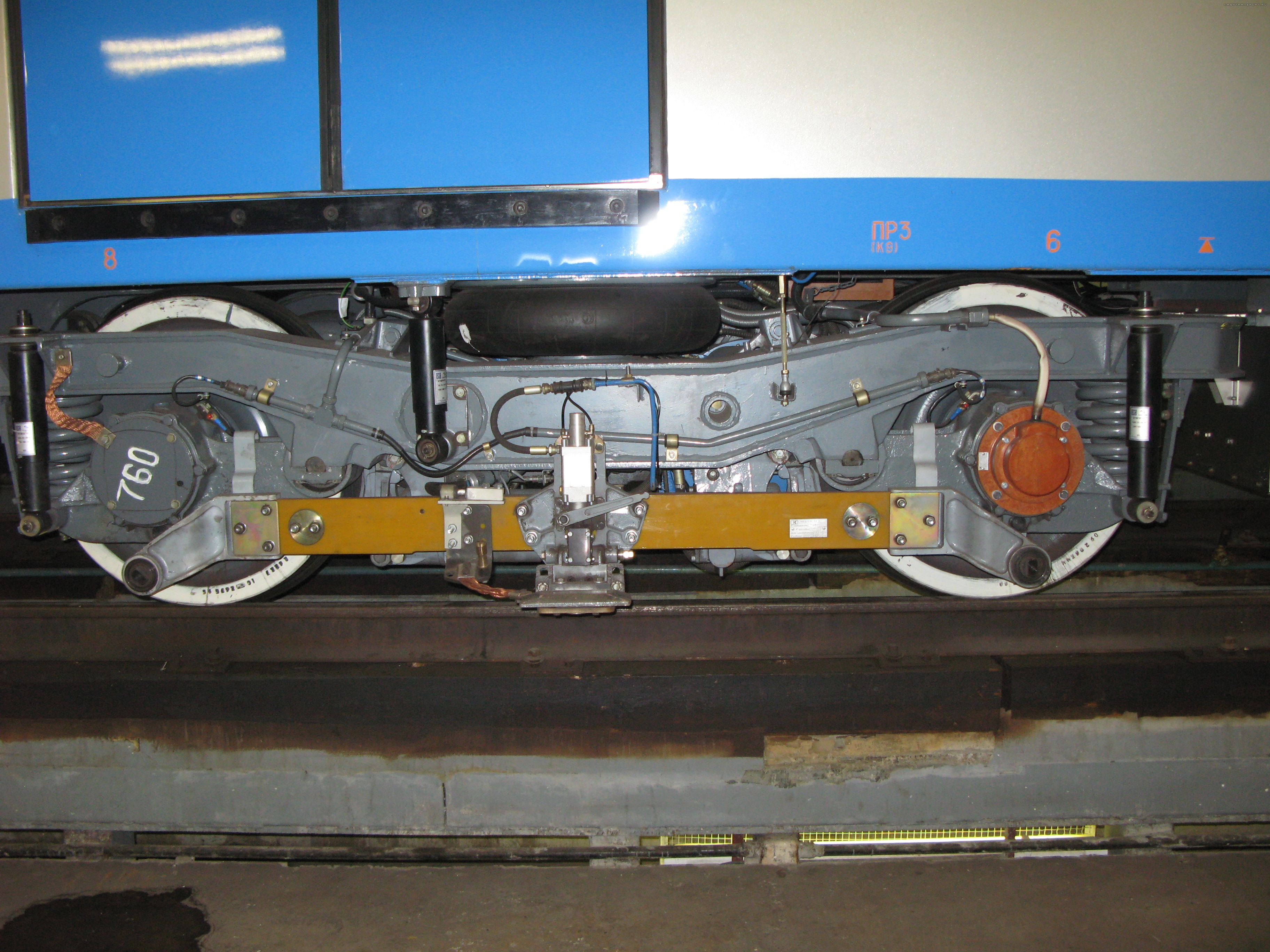
台車
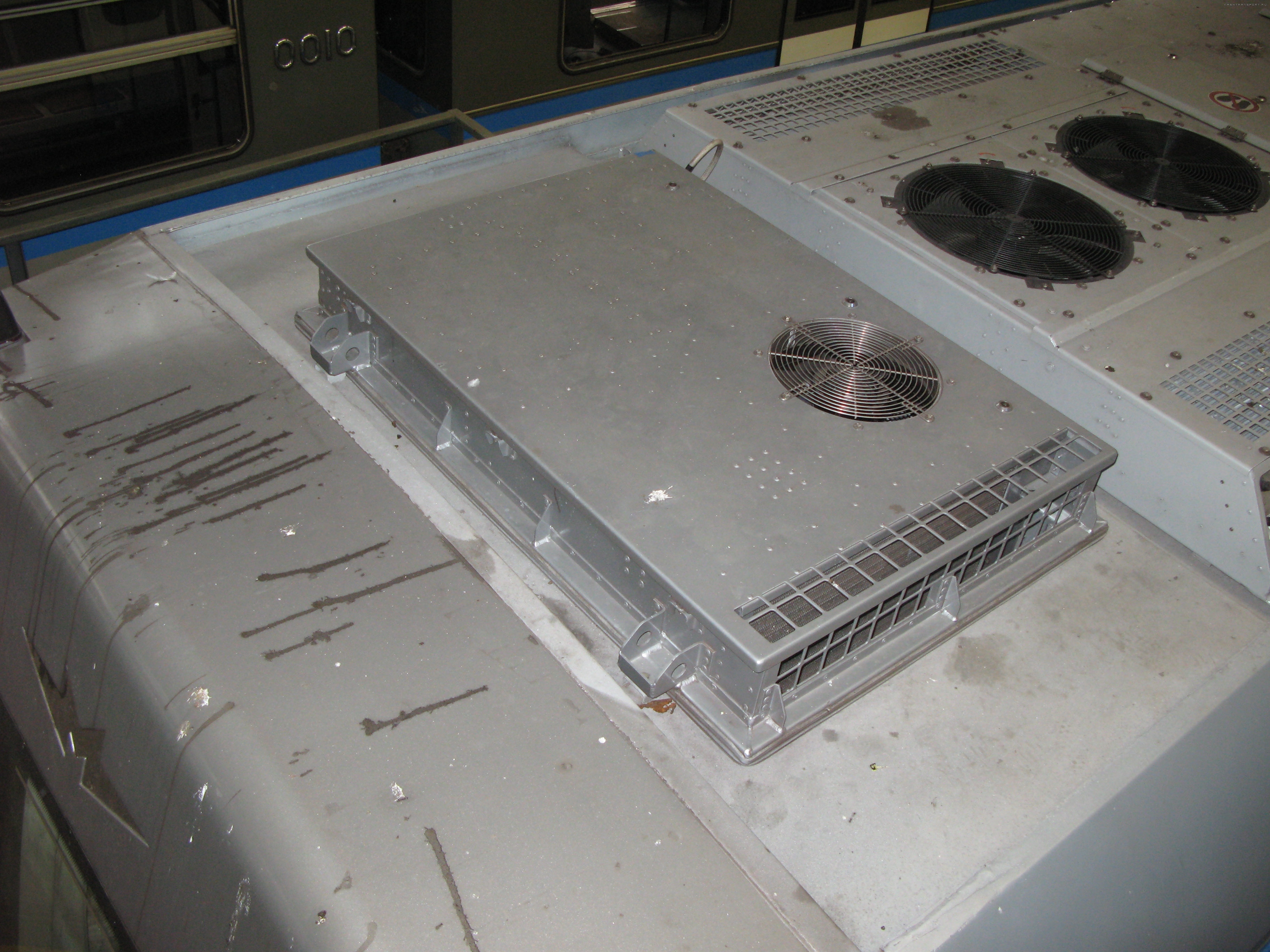
屋根上の空調装置

## 車種

### 81-760/761形

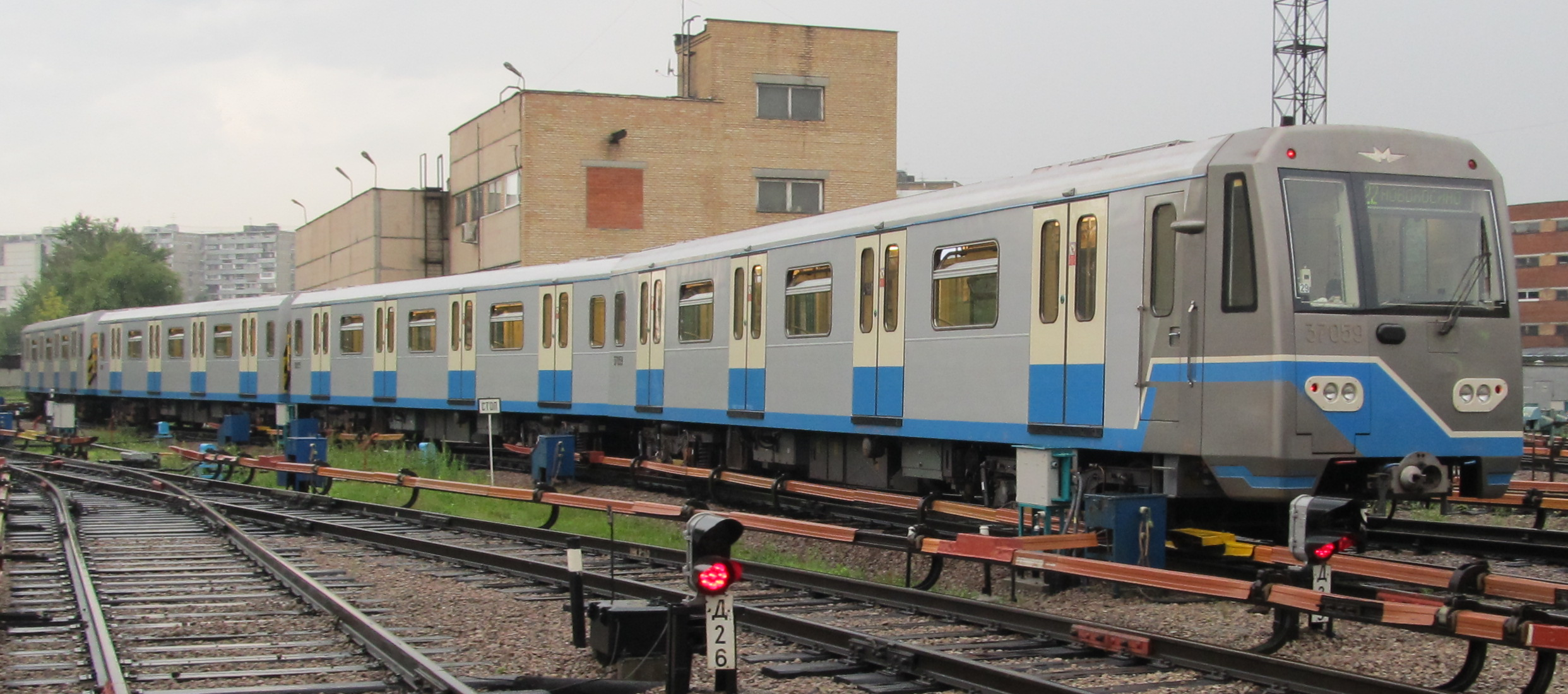
81-760/761形

モスクワ地下鉄へ向けて最初に製造された形式。連結面には転落防止用の外幌と非常時にのみ使用可能となる扉が設置されており、通常時の往来は出来ない。
2010年に試作車8両が導入され、前面にモスクワ地下鉄開業75周年を示す「75」の数字が記された。翌2011年からは試験結果に基づき改良を施した量産車の生産が開始されたたが、1,000両以上の大量生産に対応するため2012年以降はメトロワゴンマッシュに加えてトヴェリ車両工場でも製造が実施されている。営業運転を開始したのは同年4月12日で、当初は空調装置の誤動作、主電動機の損傷など初期故障が相次いだが設計変更や修繕が実施された事で改善し、以降は旧型車両の置換を目的に2016年まで製造が行われた。2019年現在、後述の旧81-780/781形を含めて1,296両（8両編成162本）が在籍する。

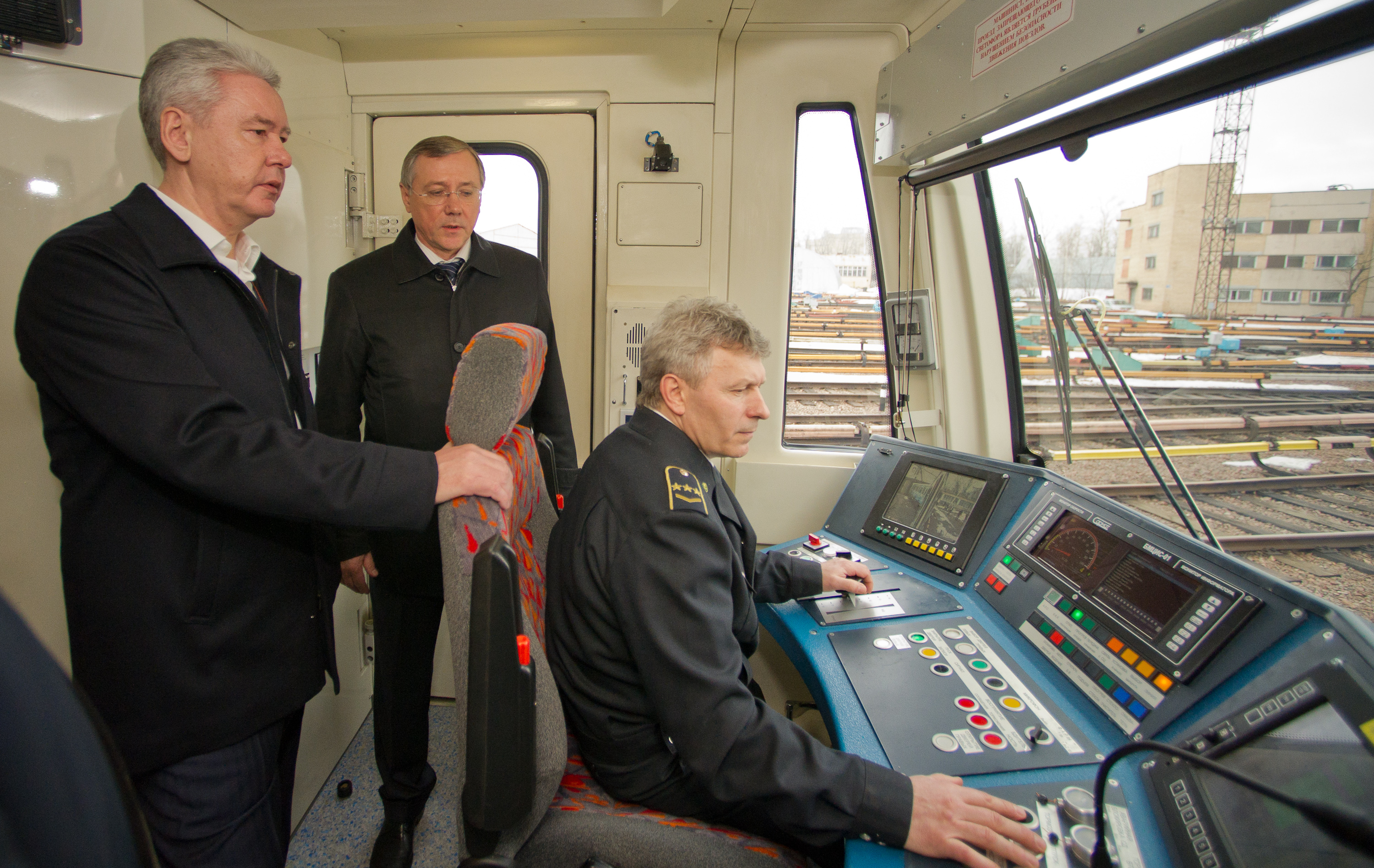
運転台
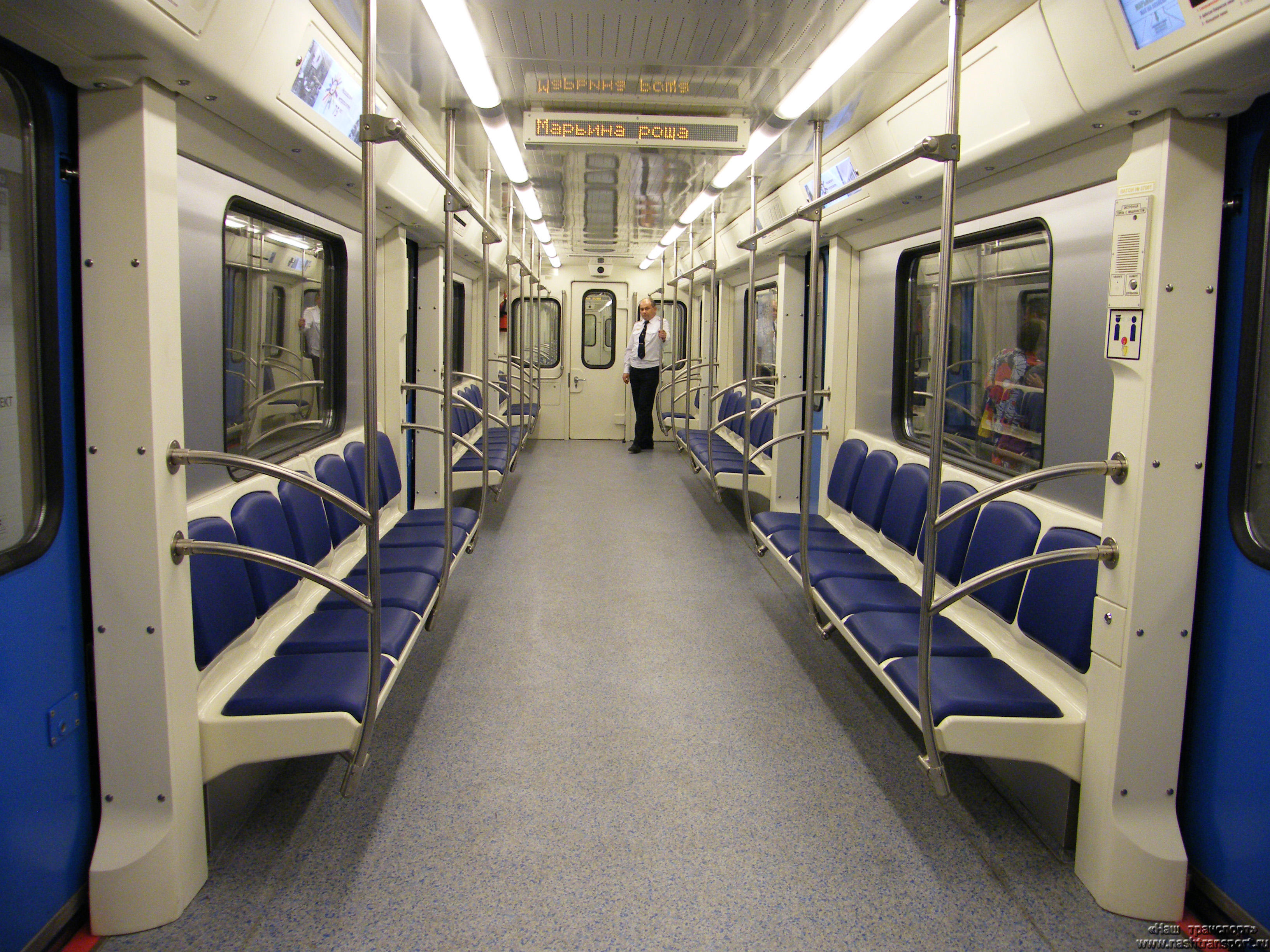
車内
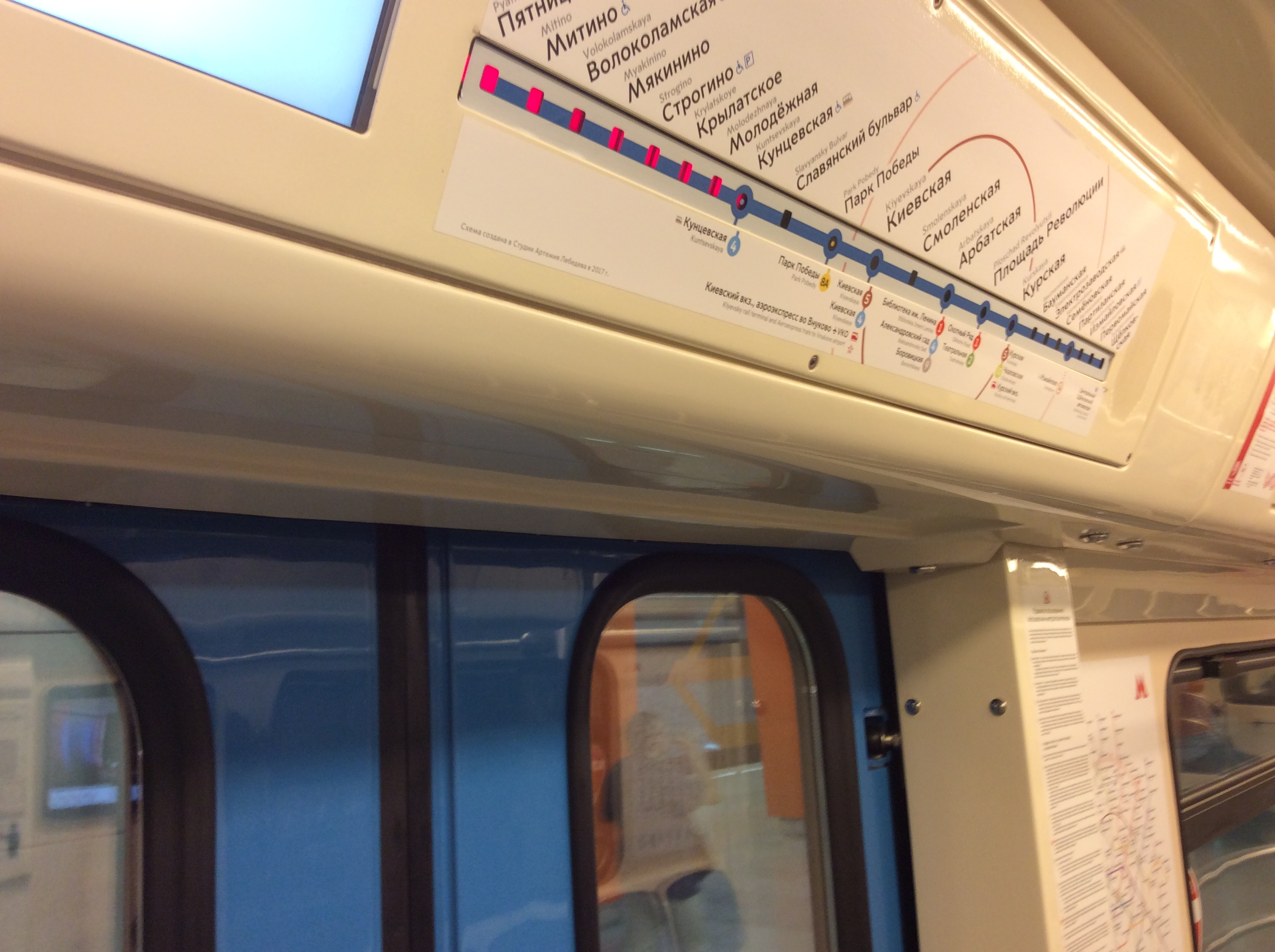
車内に設置された路線図式車内案内表示装置
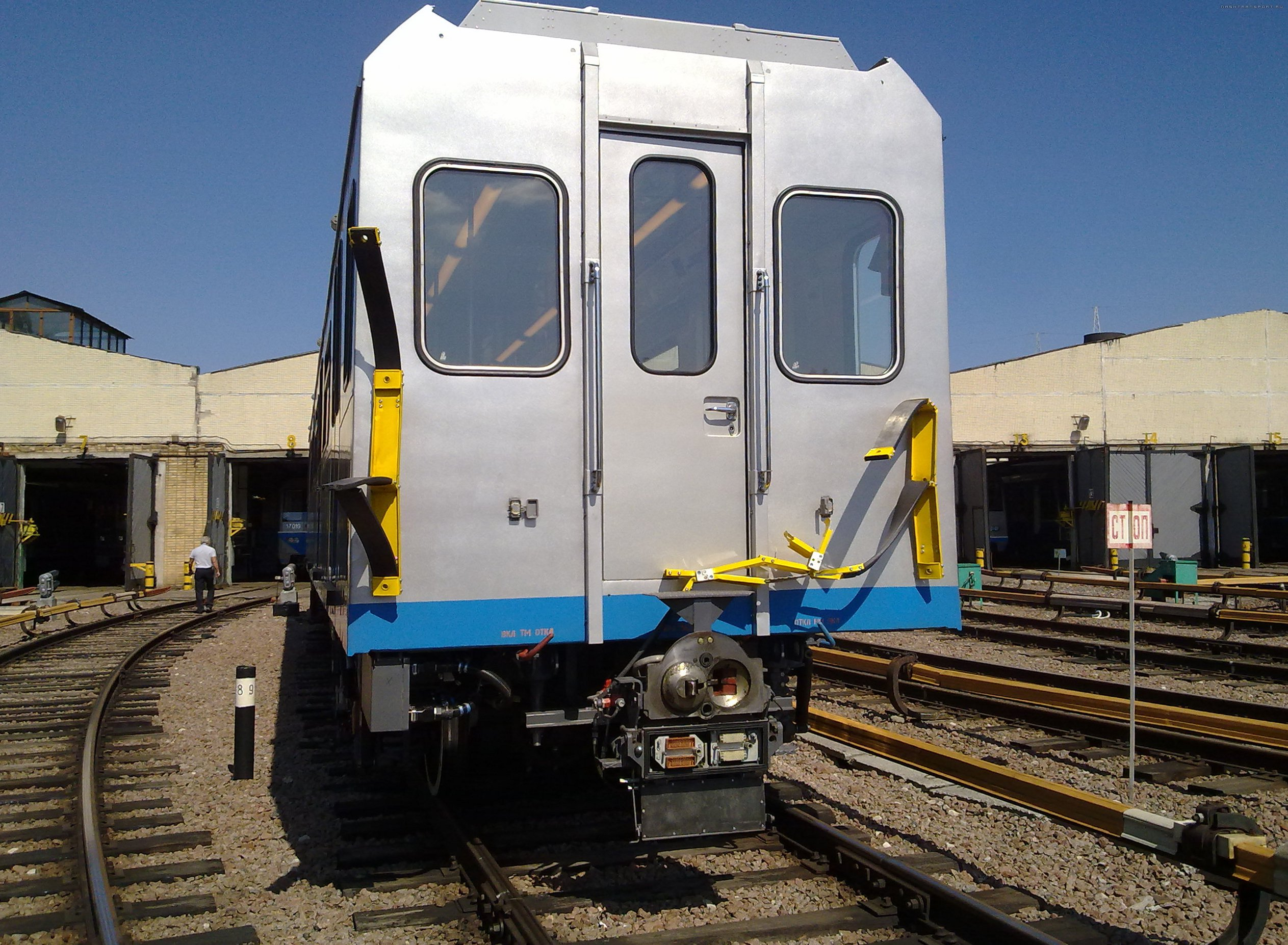
連結面 扉部に幌は設置されていない
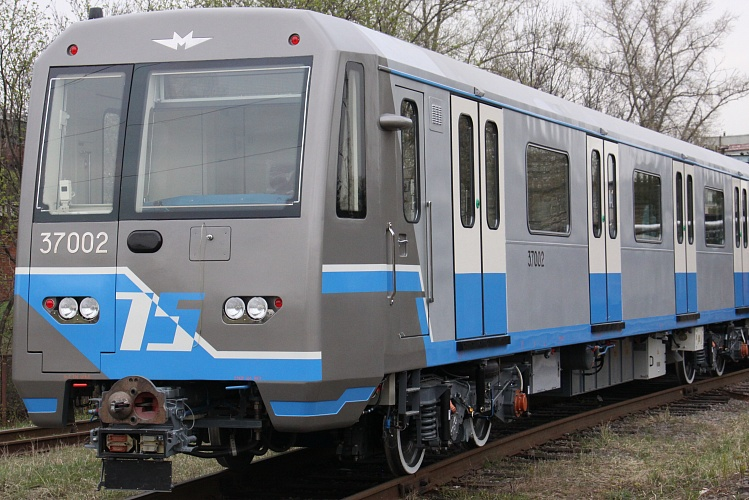
試作車 前面に「75」という数字が塗装で描かれている

### 81-760A/761A/763A形

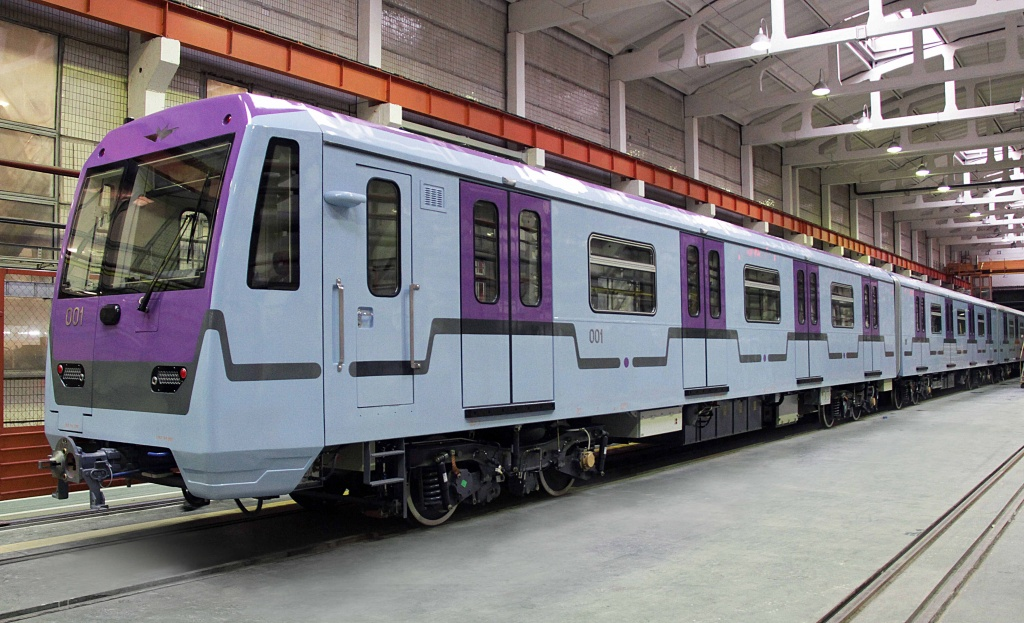
81-760A/761A/763A形

2014年から製造が行われモスクワ地下鉄に導入された増備形式。車両間に大型貫通幌が設置され車両間の自由な往来が可能になった他、編成内に付随車（81-763A形）が連結され、消費電力の削減や変電所の負荷削減、騒音抑制が図られた。また基本塗装も81-760/761形から変更され、白と紫を基調としたデザインになっている。営業運転には翌2015年1月15日から投入され、2019年現在24両（8両編成3本）が導入されている。

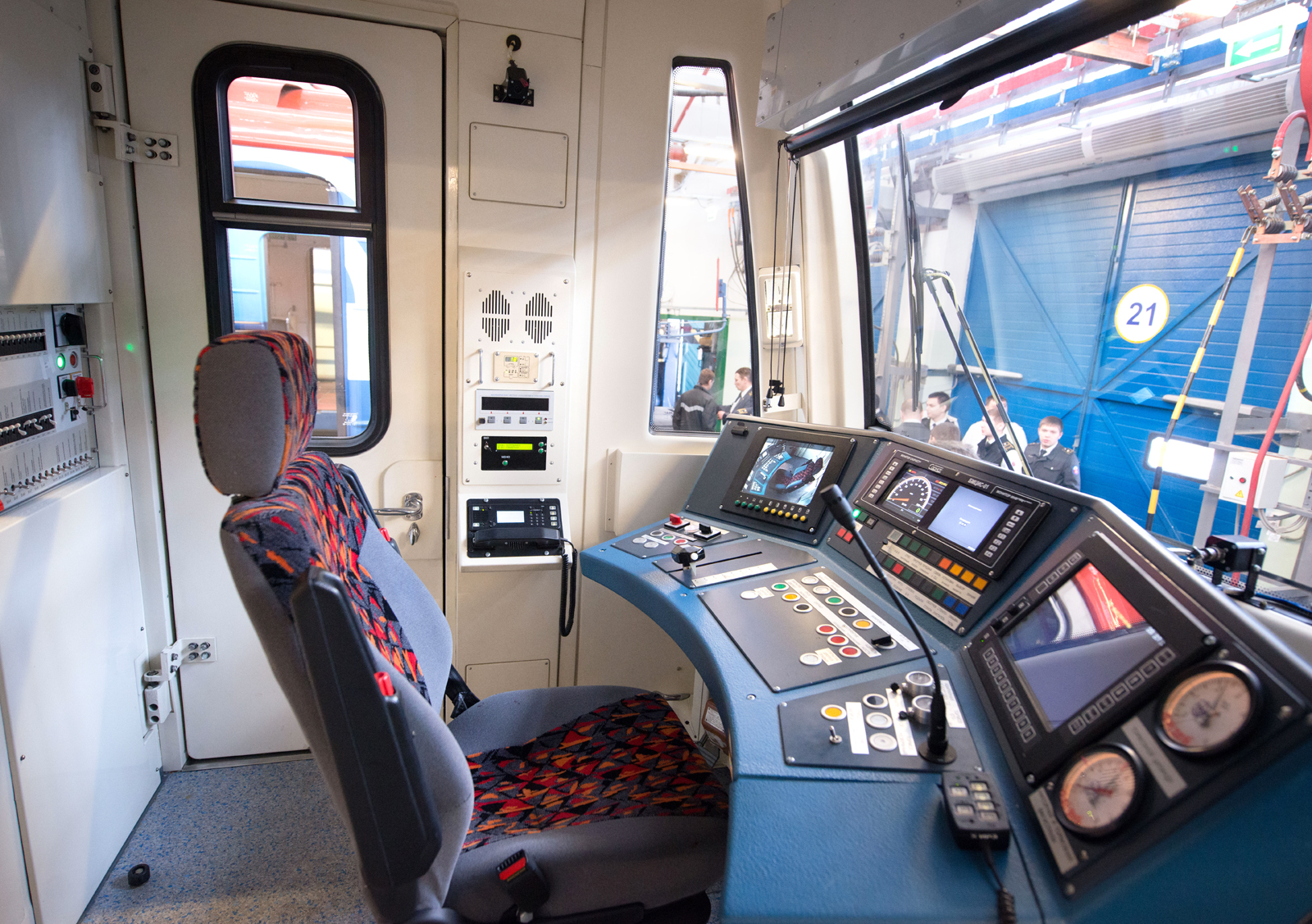
運転台
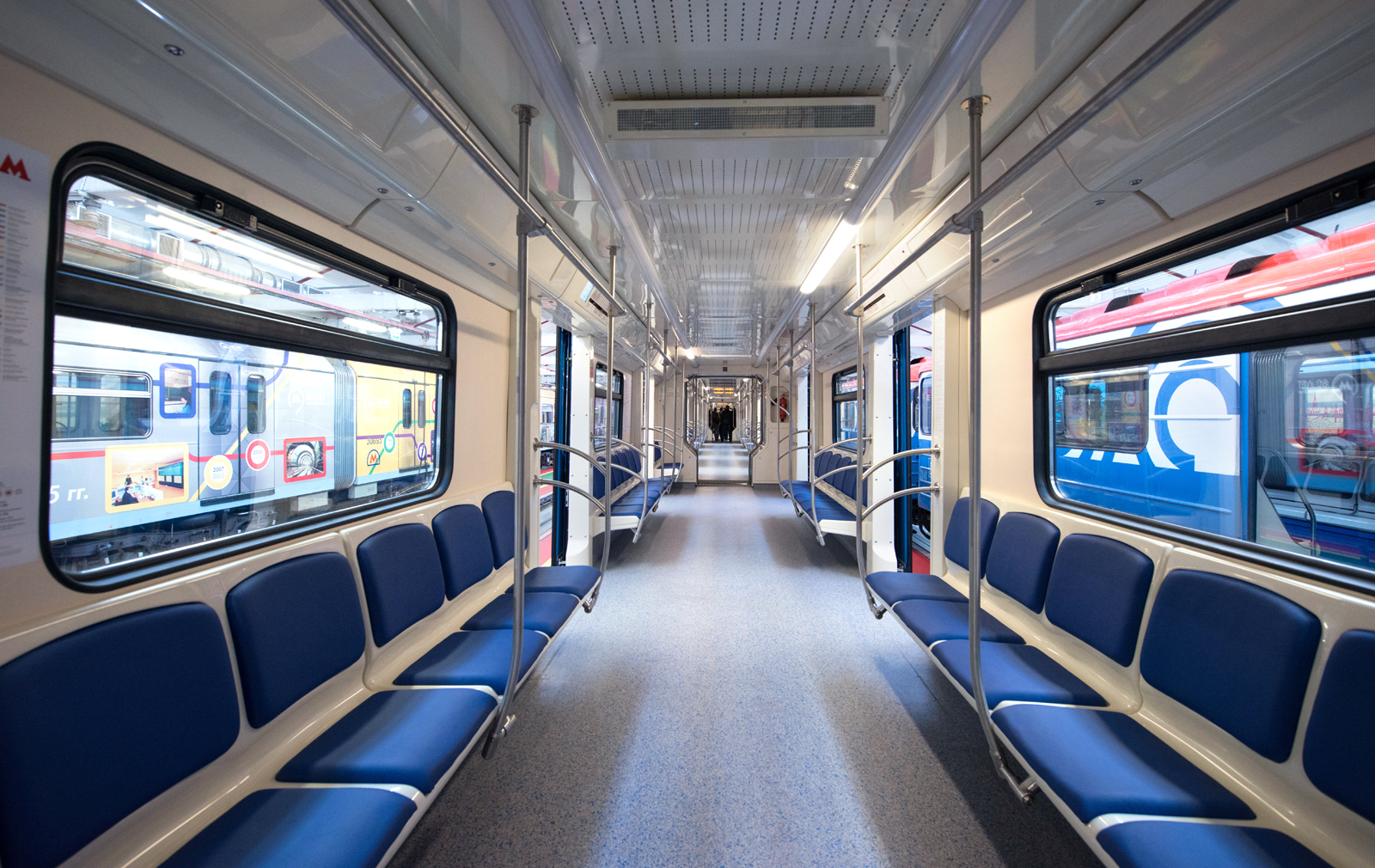
車内
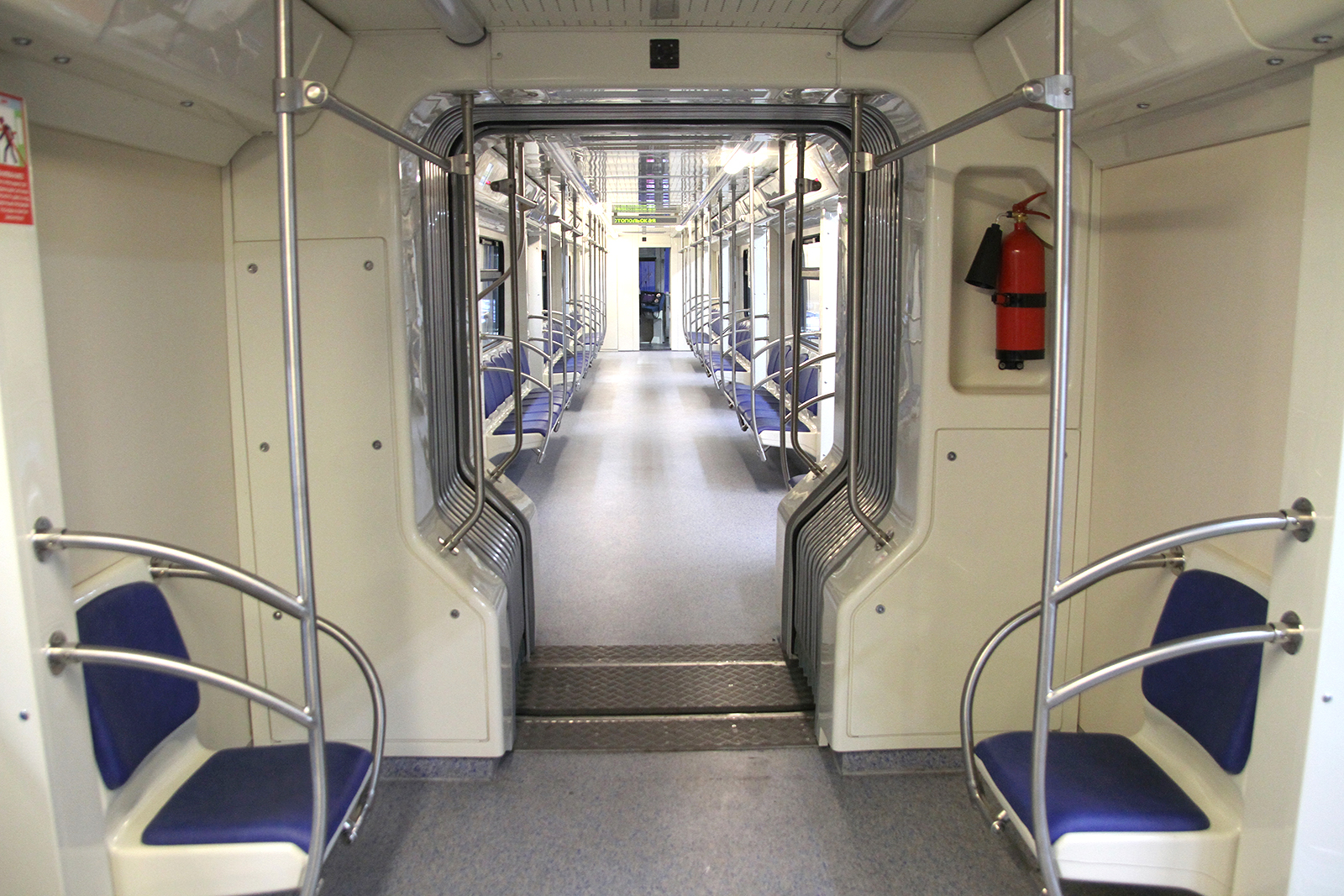
貫通幌

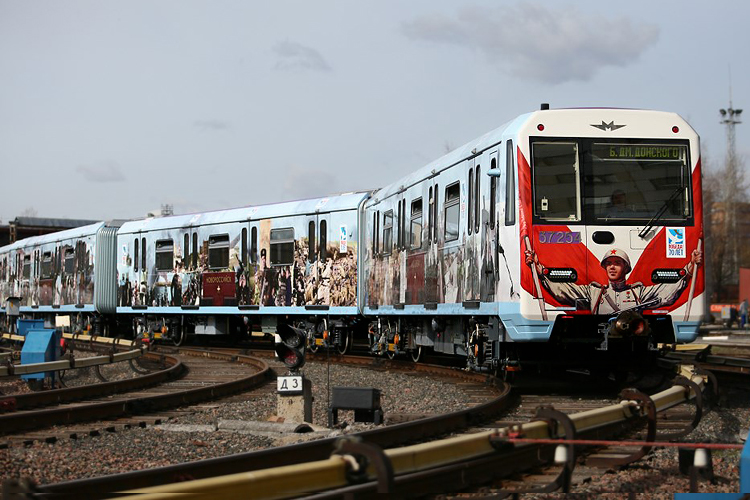
大祖国戦争（独ソ戦）勝利70年記念塗装
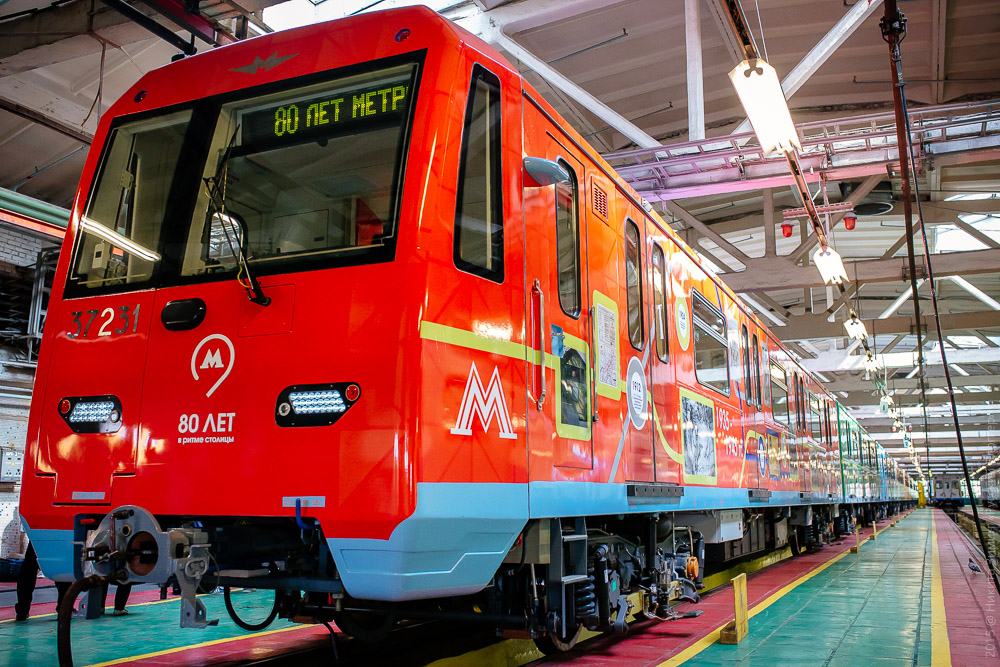
モスクワ地下鉄開業80周年記念塗装
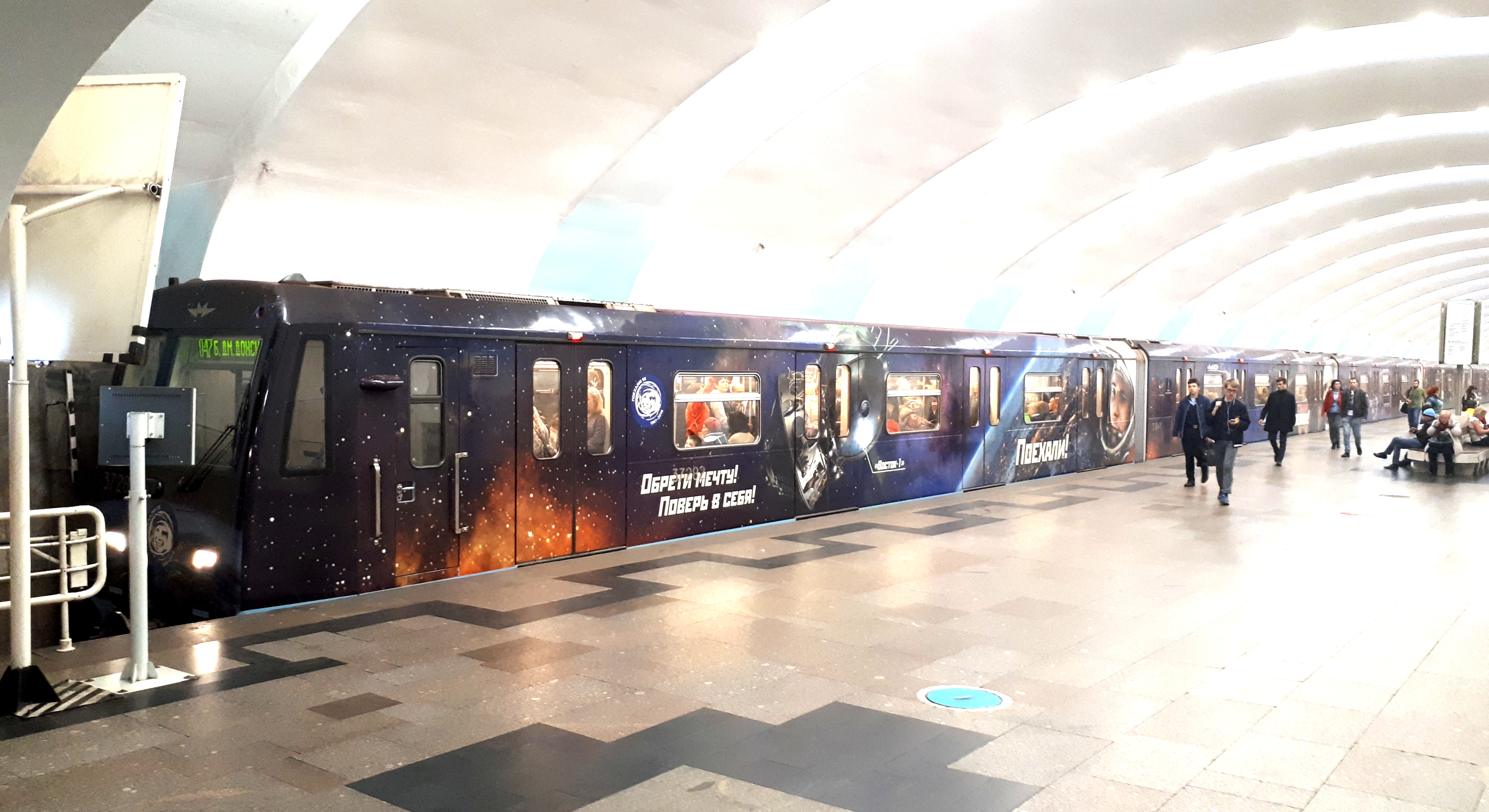
"宇宙列車" （Космический поезд）

### 81-760B/761B/763B形

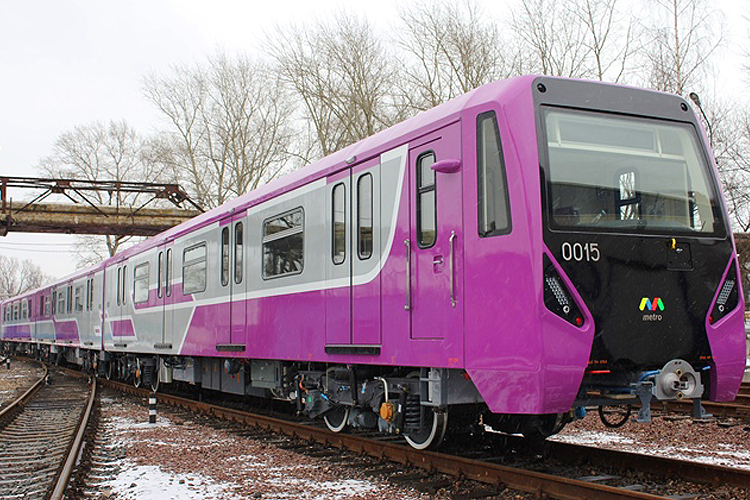
81-760B/761B/763B形

アゼルバイジャンの首都・バクーを走るバクー地下鉄向けに製造された形式。81-760A/761A/763A形を基にフランスのアルストムと共同で車体設計が行われ、前述の通り前面がアルストムによってデザインされた非貫通・左右対称の構造に変更された他、座席の側面や中央部の手すりが増設された。また主電動機には日本の日立製作所製の誘導電動機が採用された。2015年4月に製造された後、同年6月から営業運転に就き、2019年現在15両（5両編成3本）が導入されている。

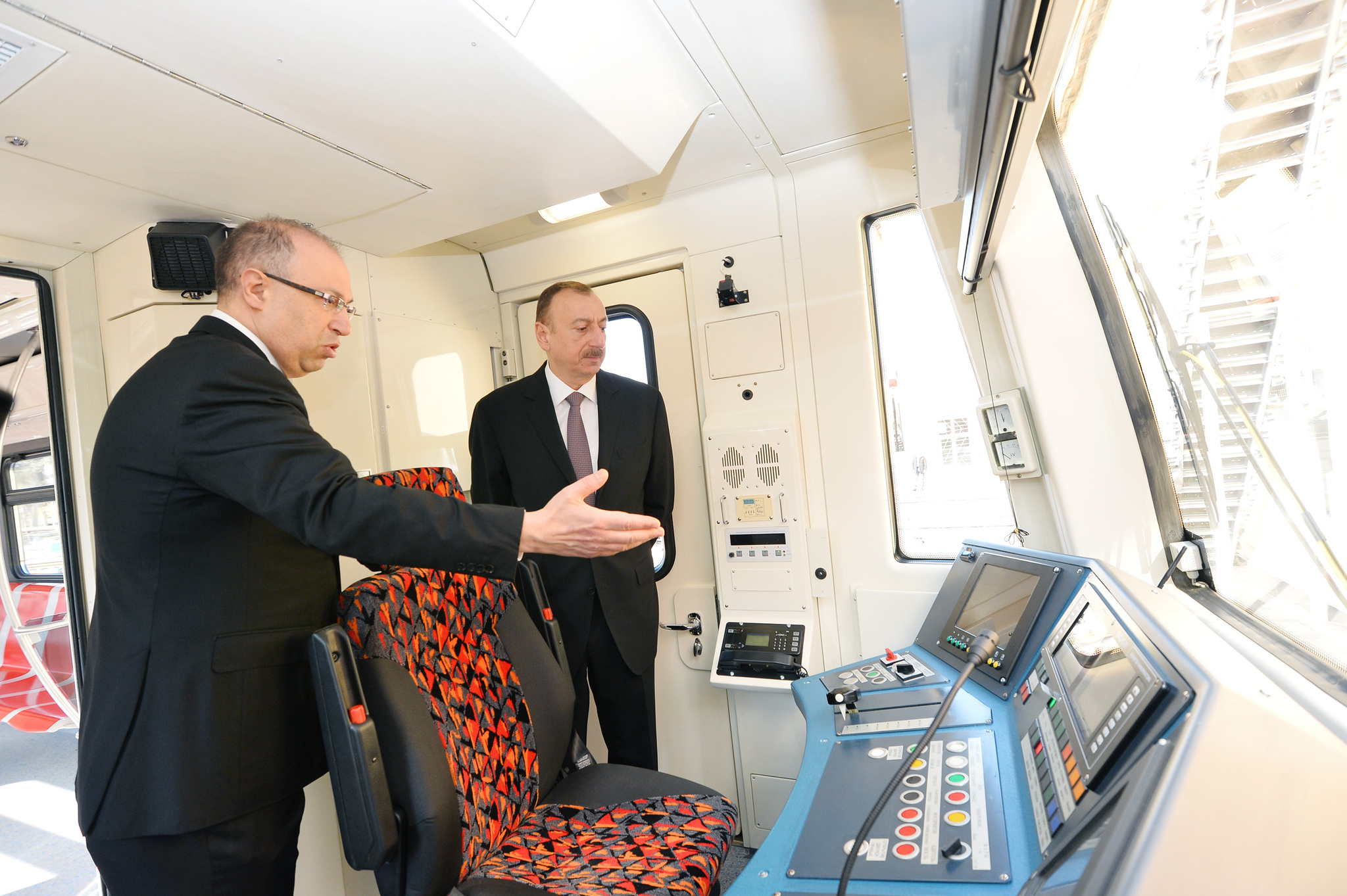
運転台
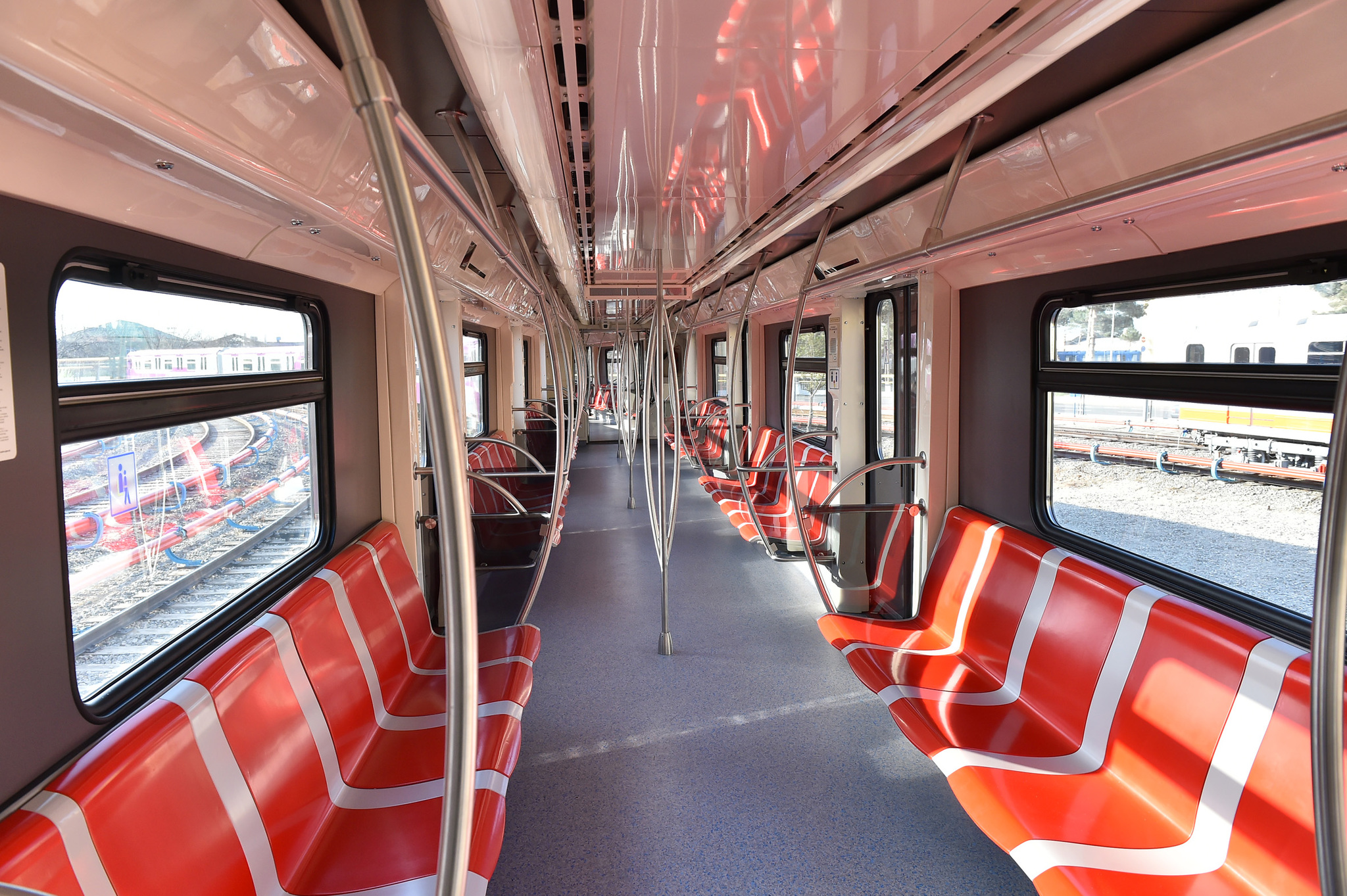
車内
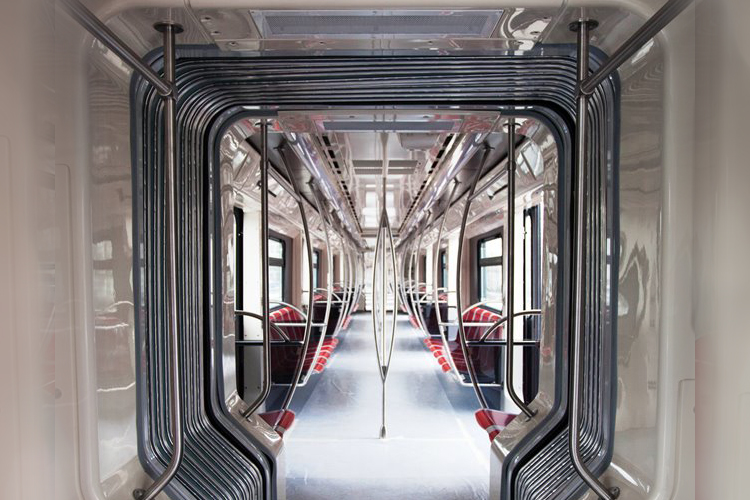
貫通幌

## 81-780/781形（Ладога）

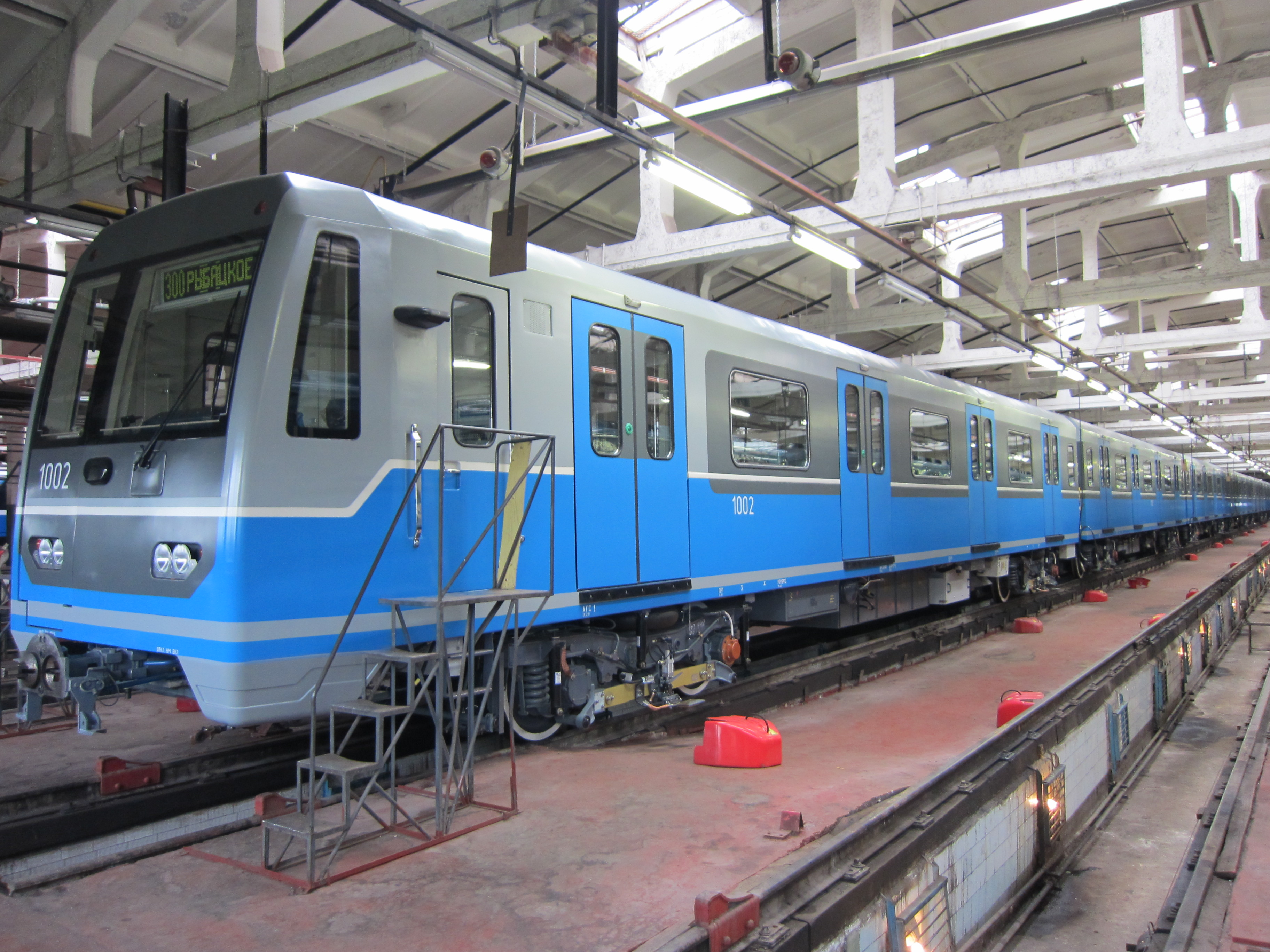
81-780/781形

それまで鉄道車両の修理が専門であったサンクトペテルブルクの十月電車修理工場が、サンクトペテルブルク地下鉄への導入を視野に製作した車両。ただし当時は車両製造に適した設備を有していなかったため、車体や台車の製造はメトロワゴンマッシュで実施し十月電車修理工場は最終組み立てのみを行った。81-760/761形と同型の構造を有し、ドア開閉装置や監視カメラなどペテルブルク地下鉄での運用に適した機器が追加されていた。編成は6両編成で、片側に運転台が設置されている電動制御車の81-780形、運転台がない電動車の81-781形で構成されていた。ヨーロッパ最大の湖でありサンクトペテルブルクの水源にもなっているラドガ湖にちなむ"ラドガ"（Ладога）と言う愛称も有していた。
2012年に製造され試験運転が行われたが、急勾配の走行時の制動装置の効果が不十分であった事に加え、地下鉄で使用される車両に標準装備されている自動列車運転装置の搭載が不可能だった結果、製造は試作車1本（6両編成）のみで終わりサンクトペテルブルク地下鉄に導入される事はなかった。以降は十月電車修理工場内に留置されていたが、2015年にメトロワゴンマッシュでモスクワ地下鉄向けの改造や新造中間電動車2両の増結が行われ、81-760/761形に編入された。以降はモスクワ地下鉄が所有する他編成との共通運用に就いている。

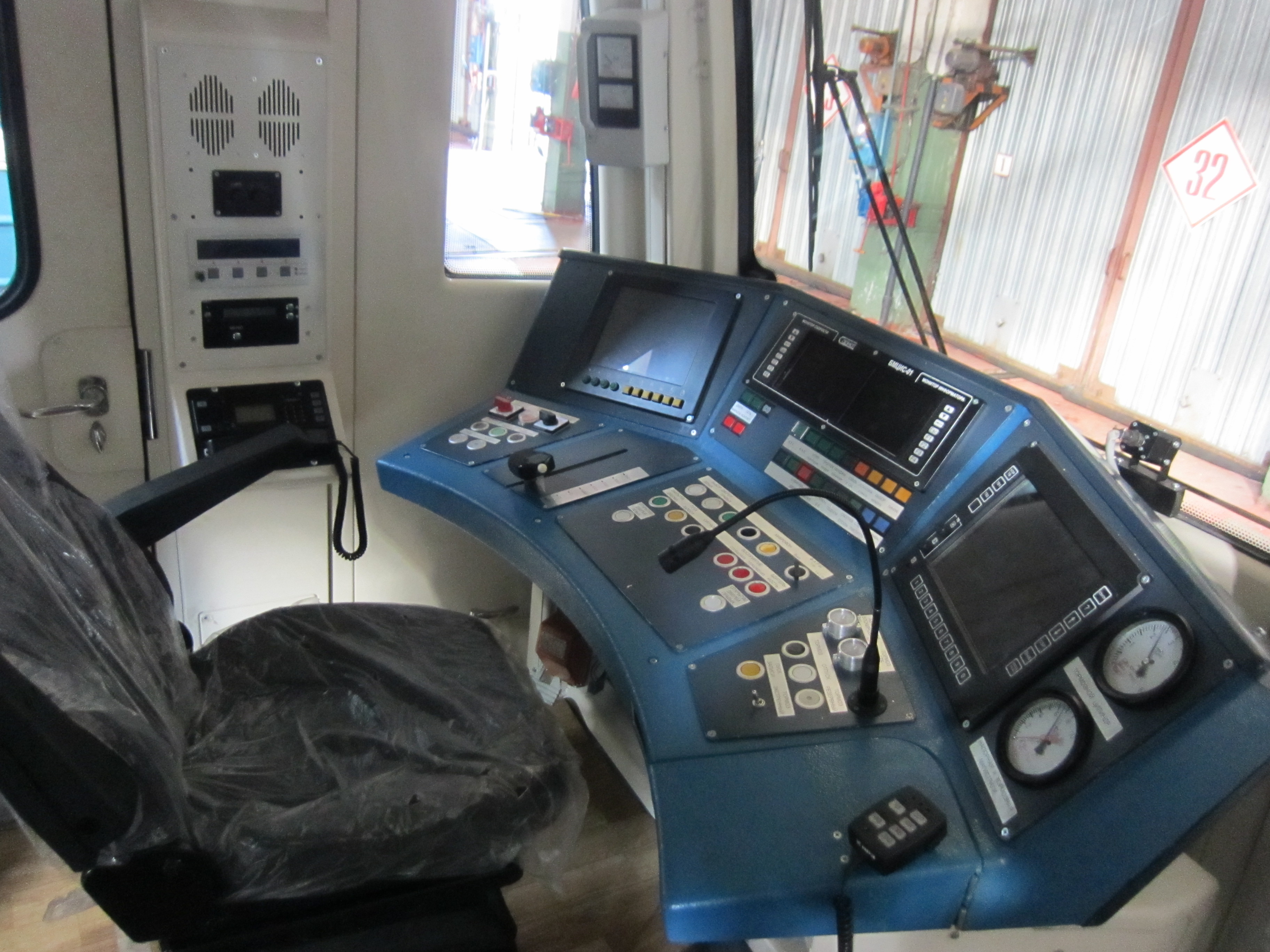
運転台
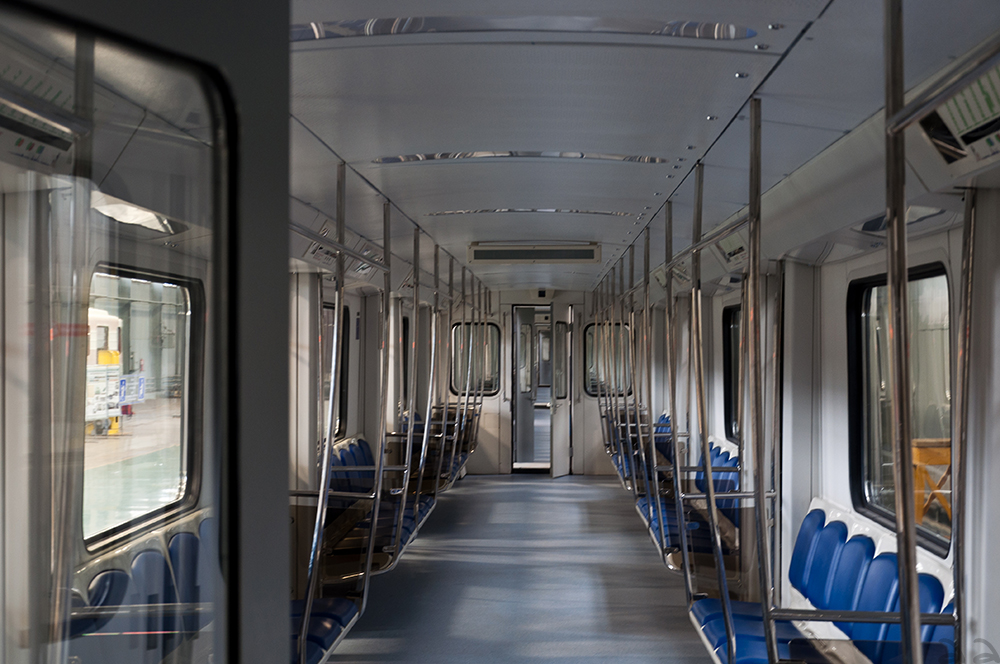
車内